# 니시에바라번
니시에바라 번(일본어: 西江原藩 니시에바라한[*])은 에도 시대 중기 빗추국 시쓰키 군(後月郡) 니시에바라 주변을 지배했던 번으로, 지금의 오카야마현 이바라시에 있었다. 번주는 모리 가문(森氏)이며, 번청은 니시에바라 진야이다.

## 번의 역사
겐로쿠 10년(1697년), 모리 요시나리의 막내 아들인 모리 다다마사의 계통으로 미마사카국 쓰야마번주였던 모리 가문 종가의 영지가 몰수되었다. 그러나 가문은 단절되지 않았고, 쓰야마 번의 2대 번주로 당시 은거 중이었던 모리 나가쓰구가 2만 석으로 니시에바라 번을 세웠다. 호에이 3년(1706년), 2대 번주 모리 나가나오의 대에 하리마국 아코번으로 전봉되면서 니시에바라 번은 폐지되었다. 니시에바라 번은 성립에서 폐지까지 불과 10년 동안 존속하였다.

## 역대 번주
1. 모리 나가쓰구(森長継) 재위 1697년 ~ 1698년
2. 모리 나가나오(森長直) 재위 1698년 ~ 1706년

## 같이 보기
- 쓰야마번
- 아코번
- 쓰야마 신덴 번
- 미카즈키번
- 미야가와 번
- 니미 번